# 5239 Reiki
5239 Reiki è un asteroide della fascia principale. Scoperto nel 1990, presenta un'orbita caratterizzata da un semiasse maggiore pari a 2,7899486 UA e da un'eccentricità di 0,1358109, inclinata di 8,50481° rispetto all'eclittica.
L'asteroide è dedicato all'astronoma giapponese Reiki Kushida.